# كريمنشوك
كريمنشوك (Кременчук) هي مدينة في بولتافا أوبلاست في أوكرانيا.
يبلغ عدد سكانها حوالي 225216 نسمة.
الموقع حسب خرائط قوقل

## توأمة
لكريمنشوك اتفاقيات توأمة مع كل من:
- بروفيدنس
- سنينا
- ميخالوفتسى
- بيتولا
- ونجو
- بيدغوشتش
- نوفوموسكوفسك
- بيرديانسك
- بيلا تسيركفا
- كولوميا
- باريساو
- سفيشتوف
- جيايوغوان (2012 - )[5]

## أعلام
- رومان بيزوس
- ألكسندر بيشيرسكي
- ديميتري توامكين
- أرتيم كاربيتس
- فياتشيسلاف سينتشينكو